# Wybory prezydenckie na Wyspach Świętego Tomasza i Książęcej w 2011 roku

Położenie Wysp Świętego Tomasza i Książęcej

Wybory prezydenckie na Wyspach Świętego Tomasza i Książęcej w 2011 roku – wybory na urząd prezydenta Wysp Świętego Tomasza i Książęcej. W pierwszej turze wyborów 17 lipca 2011 najwięcej głosów uzyskali Manuel Pinto da Costa oraz Evaristo Carvalho. W drugiej turze 7 sierpnia 2011 zwyciężył były prezydent Pinto da Costa, zdobywając niemal 53% głosów.

## Organizacja wyborów
Prezydent Wysp Świętego Tomasza i Książęcej wybierany jest na 5-letnią kadencję z jedną możliwością reelekcji. W wyborach w 2001 oraz w 2006 zwyciężył Fradique de Menezes, w związku z czym w 2011 nie mógł ponownie starać się o urząd.
Kampania wyborcza rozpoczęła się 3 lipca 2011 i trwała do 15 lipca 2011. Do udziału w wyborach zarejestrowanych zostało 92,6 tys. obywateli. Wybory monitorowane były m.in. przez obserwatorów z Unii Europejskiej oraz Wspólnoty Państw Portugalskojęzycznych.

## Kandydaci
Do startu w wyborach zgłoszonych zostało 14 kandydatów, spośród których jeden później się wycofał. Komisja wyborcza zaakceptowała ostatecznie 10 kandydatur. Według sondaży wyborczych największe szanse na wygraną miało trzech kandydatów:
- Evaristo Carvalho – przewodniczący Zgromadzenia Narodowego, kandydat rządzącej Niezależnej Akcji Demokratycznej (ADI), premier w 1994 oraz od 2001 do 2002
- Manuel Pinto da Costa – prezydent kraju w latach 1975-1991, startujący jako kandydat niezależny
- Aurélio Martins – lider opozycyjnego Ruchu Wyzwolenia Wysp Świętego Tomasza i Książęcej-Partii Socjaldemokratycznej (MLSTP-PSD)

O stanowisko prezydenta ubiegało się także jeszcze 7 kandydatów:
- Maria das Neves – minister gospodarki w latach 1991-2001, premier kraju w latach 2002-2004
- Costa Alegre Filinto – prawnik, kandydat niezależny
- Jorge Coelho – profesor, były doradca w Ministerstwie Prac Publicznych
- Manuel de Deus Lima – były minister zasobów naturalnych oraz dyrektor Banku Centralnego, ambasador w Gabonie
- Hélder Barros – minister współpracy gospodarczej w 1994, kandydat niezależny
- Elsa Pinto – była minister obrony narodowej, minister sprawiedliwości i minister ds. parlamentarnych, była dyrektor Banku Centralnego
- Delfim Neves – były minister prac publicznych i infrastruktury; jego kandydatura początkowo odrzucona przez komisję wyborczą, ostatecznie została zaakceptowana, kandydat Partii Konwergencji Demokratycznej (PCD).

## Głosowanie i wyniki
W pierwszej turze wyborów 17 lipca 2011 najwięcej głosów (35,62%) uzyskał były prezydent Manuel Pinto da Costa oraz przewodniczący parlamentu Evaristo Carvalho z partii rządzącej, którzy przeszli do kolejnej tury. Głosowanie odbyło się w spokojnej atmosferze. Zakłócił je jedynie bojkot wyborów zorganizowany przez mieszkańców 5 miejscowości w północnej części Wyspy Świętego Tomasza, którzy w ten sposób postanowili zaprotestować przeciwko trudnym warunkom życiowym. 20 lipca 2011 odbyło się tam głosowanie uzupełniające, które nie miało wpływu na całościowy wynik pierwszy tury wyborów.
Obserwatorzy z Unii Afrykańskiej, Wspólnoty Państw Portugalskojęzycznych oraz Unii Celnej i Gospodarczej Afryki Środkowej uznali wybory za wolne i uczciwe. 
| Kandydat                 | Kandydat                 | Partia polityczna                                                                        | Liczba głosów | %      |
| ------------------------ | ------------------------ | ---------------------------------------------------------------------------------------- | ------------- | ------ |
|                          | Manuel Pinto da Costa    | niezależny                                                                               | 21 457        | 35,62% |
|                          | Evaristo Carvalho        | Niezależna Akcja Demokratyczna (ADI)                                                     | 13 125        | 21,79% |
|                          | Delfim Neves             | Partia Konwergencji Demokratycznej (PCD)                                                 | 8 652         | 14,36% |
|                          | Maria das Neves          | niezależna                                                                               | 8 461         | 14,04% |
|                          | Elsa Pinto               | niezależna                                                                               | 2 682         | 4,45%  |
|                          | Aurélio Martins          | Ruch Wyzwolenia Wysp Świętego Tomasza i Książęcej-Partia Socjaldemokratyczna (MLSTP-PSD) | 2 445         | 4,06%  |
|                          | Filinto Costa Alegre     | niezależny                                                                               | 2 401         | 3,99%  |
|                          | Hélder Barros            | niezależny                                                                               | 414           | 0,69%  |
|                          | Jorge Coelho             | niezależny                                                                               | 401           | 0,67%  |
|                          | Manuel de Deus Lima      | niezależny                                                                               | 208           | 0,35%  |
| Głosy nieważne           | Głosy nieważne           | Głosy nieważne                                                                           | 3 082         |        |
| Razem (frekwencja 68,4%) | Razem (frekwencja 68,4%) | Razem (frekwencja 68,4%)                                                                 | 63 328        | 100%   |
| Źródło:                  |                          |                                                                                          |               |        |

W drugiej turze głosowania 7 sierpnia 2011 Manuel Pinto da Costa pokonał Evaristo Carvalho, zdobywając 52,88% głosów. Urząd prezydenta objął 3 września 2011.
| Kandydat       | Kandydat              | Partia polityczna                    | Liczba głosów | %      |
| -------------- | --------------------- | ------------------------------------ | ------------- | ------ |
|                | Manuel Pinto da Costa | niezależny                           |               | 52,88% |
|                | Evaristo Carvalho     | Niezależna Akcja Demokratyczna (ADI) |               | 47,12% |
| Głosy nieważne |                       |                                      |               |        |
| Razem          | Razem                 | Razem                                |               | 100%   |
| Źródło:        |                       |                                      |               |        |